# ایهور برزوفسکی
ایهور برزوفسکی (اوکراینی: Ігор Олегович Березовський؛ زادهٔ ۲۴ اوت ۱۹۹۰) بازیکن فوتبال اهل اوکراین است.
از باشگاه‌هایی که در آن بازی کرده‌است می‌توان به باشگاه فوتبال اوبولون-برووار کیف، باشگاه فوتبال لگیا ورشو، باشگاه فوتبال سنت ترویدنس، و باشگاه فوتبال لیرسه اشاره کرد.
وی همچنین در تیم ملی فوتبال زیر ۲۱ سال اوکراین بازی کرده‌است.